# فاچکا

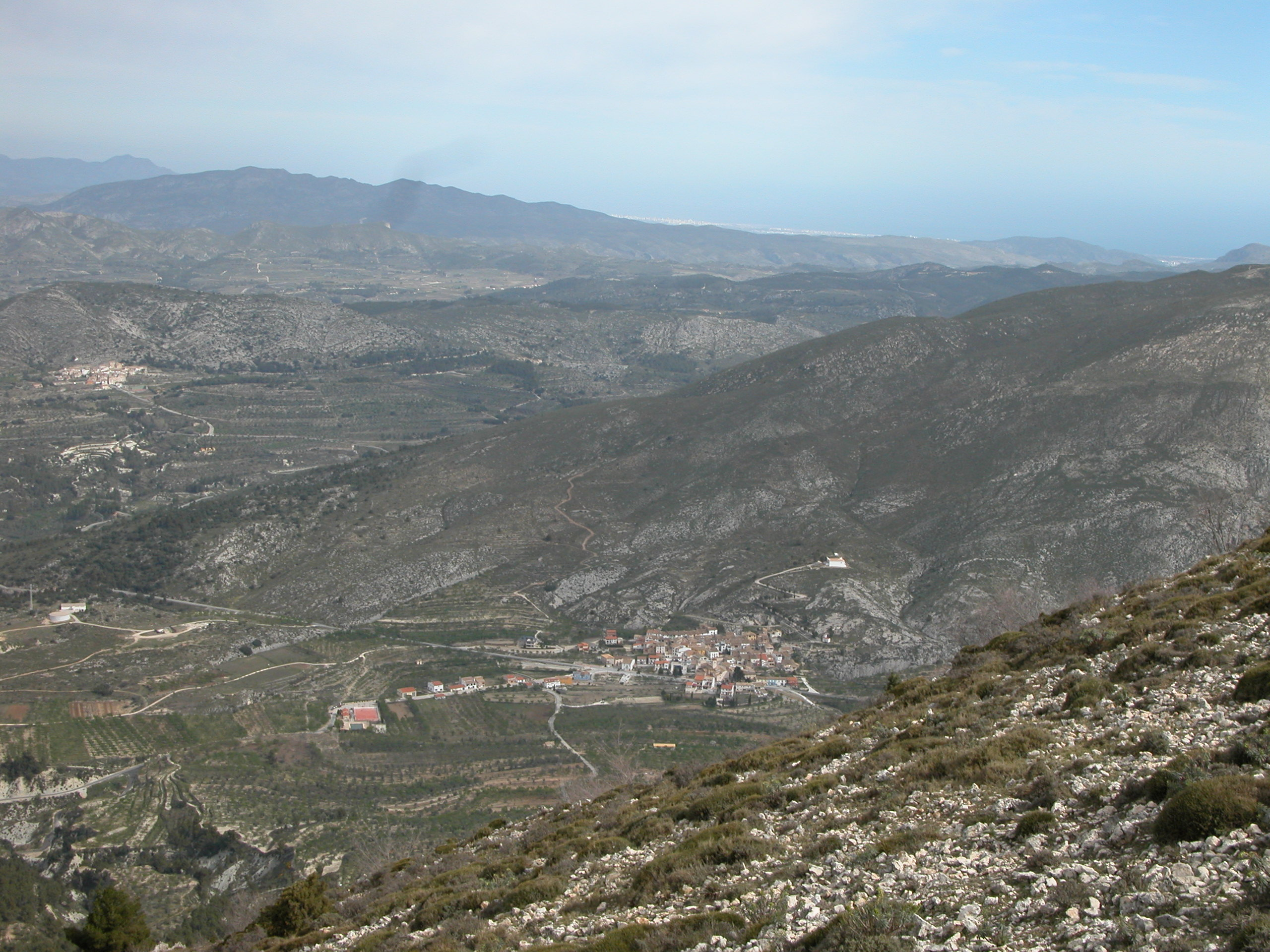
نمایی از فاچکا، فاچکا دهستانی در آلیکانتهٔ اسپانیا - ۲۰۰۸

فاچکا دهستانی در استان آلیکانتهٔ اسپانیا است.
در این دهستان ۹۳ نفر زندگی می‌کنند. مساحت این دهستان ۱۰٫۲۱ کیلومتر مربع است.